# 第340国民擲弾兵師団
第340国民擲弾兵師団（340. Volks-Grenadier-Division）は、ドイツ陸軍の歩兵師団である。1944年に編成されバルジの戦いに参加、その後ルール地方での防衛戦を展開し1945年4月に解散。師団の一部は『シャルンホルスト歩兵師団』として編入されベルリン近郊における戦闘に参加した。

## 編成
師団の編成は第340歩兵師団の残余を基幹に572国民擲弾兵師団を改編し、1944年9月15日に設立された。補充追加された人員は海軍から1,500名、空軍から2,200名、療養中の兵士2,700名、東部戦線で壊滅した第340歩兵師団の残余から350名、砲兵戦術学校から400名であった。
新設された師団の兵員は殆どが戦闘経験のない若年層が中心となっていたが、師団の装備は最新のものが配備されていた。師団は1944年11月15日までに行動可能とする予定になっていた。

## 初陣
11月16日、西部戦線において「西方の壁」に対する米軍の攻撃が始まり、11月25日、ドイツ軍をユーリッヒ(Jülich)の橋頭堡まで押し戻すことに成功した。11月20日、第340国民擲弾兵師団は直ちにルール地方へ移動するように命令を受け、ユーリッヒ橋頭堡の防衛強化のため11月21日の夜、師団は輸送列車により移送され到着後すぐに防衛戦に巻き込まれ戦線付近に布陣した。11月23日、師団はユーリッヒ橋頭堡での激しい防戦を繰り広げ大損害の末、11月28日にユーリッヒ橋頭を離れルール川の東岸に移動した。師団はこれらの戦闘で31人の将校と2,400人の戦死者を出した。12月2日、師団の配置は第363国民擲弾兵師団に交換され12月6日にはリンダーン(Rindern)の戦闘地域であるリンニッヒ(Linnich)に移送されたがフロスドルフ(Flosdorf)における戦闘で師団は壊滅し12月25日、師団はそれまでの行動地域から撤退しアルデンヌ攻勢の開始に備え予備兵力として西方総軍司令部(OB West)に移された。

## ラインの守り作戦
1945年1月3日、師団はバストーニュへの攻撃命令を受け、第9SS装甲師団及び第12SS装甲師団の一部と共に、すでに配置されていた米軍部隊と交戦し、ドイツ本土への侵入を1日遅らせることになった。初戦の成功後も敵の攻撃を受けつつ進撃を続けた。この時点での師団の兵力の規模は、第694歩兵連隊175名、第695歩兵連隊422名、第696歩兵連隊120名、第340工兵大隊62名となっていた。1月13日、米軍の反撃が始まり戦闘の末、前線の右翼方面に深い混乱が生じた。1月16日に師団は再編及び補充のため東部地域への移動命令を受け、550名の歩兵としての訓練を修得していない空軍出身の兵士が師団に補充された。師団内では防寒装備が完全に不足しており、特に極寒地であるこの地域での戦闘に悪影響を与えた。攻勢が敗北を喫した後、師団の残余は1月28日に撤退した。1944年11月20日以降、師団は92人の士官と2,626人の兵員を失い、当分の間補充と休養が行われた。

## 本土防衛戦
1945年3月初旬、師団は南部アイフェルへの移動が命令された。3月5日、米軍部隊はキルブルク南方の戦線を突破し3月6日の夜、米軍はオーバーシュタットフェルト(Oberstadtfeld)、オーバースドルフ(Üdersdorf)、ブレックハウゼン(Bleckhausen)の各都市を占領し師団の補給列車も奪取された。師団の損失は大きく歩兵連隊一個の戦力は3月8日時点で120人程度になっていた。師団は3月11日にブロール(Brohl)橋頭堡に到着し、直後、米軍と交戦し制圧された。師団の残余は3月13日に第53軍団(LIII. Armeekorps (Wehrmacht)に編入され、レマーゲン方面に配備され3月17日、ロットビッツェ(Rottbitze)からの撤退後、師団の解散が検討された。1945年4月4日、師団残余の一部は『シャルンホルスト歩兵師団 (Infanterie-Division Scharnhorst)』へ編成され東部戦線における第12軍 (12. Armee)の下で包囲されたベルリン近郊での戦闘に参加することになる。

## 作戦地域
| 年     | 月日     | 軍団 (Armee-Korps)         | 軍 (Armee)                   | 軍集団 (Heeresgruppe)      | 師団本部                    |
| ------ | -------- | -------------------------- | ---------------------------- | -------------------------- | --------------------------- |
| 1944年 | 9月      | -                          | -                            | -                          | 第20軍管区 （Wehrkreis XX） |
| 1944年 | 11月22日 | 第81軍団 （LXXXI）         | 第5装甲軍 （5. Panzerarmee） | B軍集団 （Heeresgruppe B） | バストーニュ                |
| 1945年 | 1月      | 自由使用 （zur Verfügung） |                              | B軍集団 （Heeresgruppe B） | アイフェル                  |
| 1945年 | 2月      | 第13軍団 （XIII）          | 第7軍 （7. Armee）           | B軍集団 （Heeresgruppe B） | アイフェル                  |
| 1945年 | 3月13日  | 第53軍団 （LIII）          | 第7軍 （7. Armee）           | B軍集団 （Heeresgruppe B） | ライン川及びルール地方      |

## 戦闘序列
- 第694擲弾兵連隊 (Grenadier-Regiment 694)
- 第695擲弾兵連隊 (Grenadier-Regiment 695)
- 第696擲弾兵連隊 (Grenadier-Regiment 696)
- 第340師団属偵察中隊 (Divisions-Füsilier-Kompanie 340)
- 第340砲兵連隊 (Artillerie-Regiment 340)
- 第340工兵大隊 (Pionier-Bataillon 340)
- 第340野戦補充大隊 (Feldersatz-Bataillon 340)
- 第340対戦車猟兵大隊 (Panzerjäger-Abteilung 340)
- 第340師団属通信大隊 (Divisions-Nachrichten-Abteilung 340)
- 第340師団属輸送司令部 (Divisions-Nachschubführer 340)